# Labuerda
Labuerda (aragónul A Buerda) település Spanyolországban, Huesca tartományban. Labuerda Aínsa-Sobrarbe, Boltaña, Puértolas és El Pueyo de Araguás községekkel határos. Lakosainak száma 173 fő (2024).

## Népesség
A település népessége az utóbbi években az alábbiak szerint változott:
| Lakosok száma | 167  | 166  | 169  | 172  | 169  | 155  | 158  | 162  | 154  | 173  |
|               | 2001 | 2004 | 2006 | 2009 | 2011 | 2014 | 2016 | 2019 | 2021 | 2024 |